# 2020年東京オリンピックのセントクリストファー・ネイビス選手団
2020年東京オリンピックのセントクリストファー・ネイビス選手団は、2021年7月23日から8月8日まで日本の東京で開催された2020年東京オリンピックのセントクリストファー・ネイビス選手団の名簿。

## 選手団
- 人員: 選手 2人
- 開会式旗手: ジェイソン・ロジャーズ、アミヤ・クラーク
- 閉会式旗手:（ボランティア）

## 種目別選手・スタッフ名簿及び成績

### 陸上
| 選手                   | 種目     | 予備予選 | 予備予選  | 予選   | 予選       | 準決勝   | 準決勝     | 決勝       | 決勝       |
| 選手                   | 種目     | 結果     | 順位      | 結果   | 順位       | 結果     | 順位       | 結果       | 順位       |
| ---------------------- | -------- | -------- | --------- | ------ | ---------- | -------- | ---------- | ---------- | ---------- |
| ジェイソン・ロジャーズ | 男子100m | (bye)    | (bye)     | 10秒21 | 30位 (3着) | 10秒12   | 17位 (6着) | 準決勝敗退 | 準決勝敗退 |
| アミヤ・クラーク       | 女子100m | 11秒67   | 4位 (3着) | 11秒71 | 49位 (7着) | 予選敗退 | 予選敗退   | 予選敗退   | 予選敗退   |